# Subdivisões da Somália

## Subdivisões da Somália

### Estados

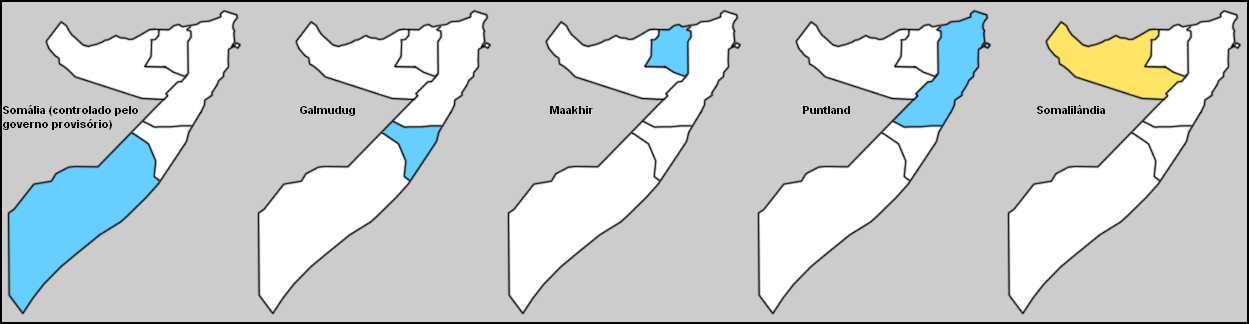
Divisão Administrativa da Somália

| Bandeira                 | Estados      | Capital          | Independência/Autonomia |
| ------------------------ | ------------ | ---------------- | ----------------------- |
| Bandeira de Galmudug     | Galmudug     | Gaalkacyo do sul | 14 de agosto de 2006    |
| Bandeira de Puntlândia   | Puntlândia   | Garoowe          | 5 de maio de 1998       |
| Bandeira da Somalilândia | Somalilândia | Hargeisa         | 18 de maio de 1991      |
| Bandeira de Maakhir      | Maakhir      | Badhan           | 1 de julho de 2007      |

- Estados da Somália ( )
- Regiões da Somália (18)
- Cidades da Somália ( )
- Distritos da Somália ( )
- Somalilândia ( )[1]